# Bernd Leno
Bernd Leno(født 4. marts, 1992 i Bietigheim-Bissingen, Baden-Württemberg) er en tysk fodboldspiller, som spiller for Premier League-klubben Fulham F.C. som målmand.

## Karrierer
I maj 2011 forlængede Leno med VfB Stuttgart sin kontrakt til juni 2014, men efter et succesfuldt lejeophold hos Bayer Leverkusen, blev opholdet gjort permanent 30. november 2011, hvor han blev købt fri for omkring 7 millioner euro. I sin første sæson hos Bayer Leverkusen havde Leno så stor succes, at han var et varmt emne for deltagelse ved EM 2012 for Tyskland. Han blev desuden også kåret til årets hold i sin første sæson af netportalen Transfermarkt, hvor han blev valgt foran spillere som Manuel Neuer og Tim Wiese